# Slag bij Lutetia
De Slag bij Lutetia was een veldslag  in 52 v.Chr., tijdens de Gallische Oorlog, op de vlakte van Grenelle (in wat nu Parijs is) tussen de Romeinse legers onder Titus Labienus en een anti-Romeinse coalitie. De Romeinen kwamen als overwinnaars uit de strijd.

## Verloop
Labienus was gezonden door Caesar om de stammen bij de Sequana (Seine) te bevechten, terwijl Caesar zelf Gergovia zou aanvallen. Nadat hij al het oppidum van Metlosedum (mogelijk het hedendaagse Melun) veroverd had stak Labienus de Seine over om de coalitie bij Lutetia aan te vallen. Omdat hij bedreigd werd door de Bellovaci besliste hij om de Seine opnieuw over te steken om zich opnieuw bij Caesar aan te sluiten bij Agedincum (Sens). Hij stak dus de rivier opnieuw over, maar de Galliërs blokkeerden zijn pad en de slag begon.
Bij de eerste aanval van de Galliërs op de rechterflank, waar Legio VII geplaatst was, konden de Romeinen hun vijanden al terugduwen. Op de Romeinse linkerflank, bestaande uit Legio XII, braken de geworpen pila, geworpen door de Romeinen, de Gallische aanval al meteen, maar de Galliërs bleven zich echter verzetten, want ze werden aangespoord door hun oude stamhoofd Camulogenus. Het beslissende moment kwam toen de krijgstribunen van Legio XII de Galliërs in de rug aanvielen. De Gallische troepen die in reserve gehouden waren kwamen tussenbeide, bezetten een dichtbijzijnde heuvel, maar ze konden het verloop van de strijd niet veranderen en sloegen op de vlucht. De verliezen van de reservetroepen werden verhoogd toen de cavalerie van de Romeinen gestuurd werd om hen te achtervolgen. Labienus' leger ging daarna naar Agedincum, heroverde haar legertros die ze verloren hadden en konden zich opnieuw aansluiten bij Caesar in Gergovia.